# Magyar 3. hadsereg
A Magyar 3. hadsereg a Huba-hadrend bevezetésével, 1940. március 1-jén a III, IV. és V. hadtestből létrehozott alakulat. Első parancsnoka Gorondy-Novák Elemér altábornagy (1940. március 1–1941. november 1.) volt.

## A Magyar 3. hadsereg (Pécs) hadrendje 1941. április elején
- Parancsnok: Gorondy-Novák Elemér altábornagy[1]
- Vezérkari főnök: vitéz Gyimessy Frigyes vezérőrnagy

### III. hadtest (Szombathely)
Parancsnok: v. balásfalvi Kiss László altábornagy
- Vezérkari főnök: betöltetlen (ideigl. mb. vitéz Vályi Sándor vezérkari alezredes)
- Tüzérségi pk.: vitéz Akay László vezérőrnagy
- Közig. vez. és állomáspk.: Weinmann Győző vezérőrnagy
  - 7. gyalogdandár (Sopron): vitéz Mező Endre ezredes
  - 4. gyalogezred (Sopron): vitéz Lovas Ferenc ezredes
  - I. zászlóalj (Sopron); II. zászlóalj (Sopron); III. zászlóalj (Veszprém)
  - 7. tábori tüzérosztály (Sopron): Polonyi Lajos alezredes
  - 8. gyalogdandár (Szombathely): Abt Ottó ezredes
  - 5. gyalogezred (Szombathely): vitéz kisjókai Takách Elemér ezredes
  - I. zászlóalj (Szombathely); II. zászlóalj (Körmend); III. zászlóalj (Kőszeg)
  - 8. tábori tüzérosztály: zobori Pachner László alezredes (Szombathely)
  - 9. gyalogdandár (Nagykanizsa): vitéz Széchy Imre ezredes
  - 17. gyalogezred (Nagykanizsa): Kozdera László ezredes
  - I. zászlóalj (Nagykanizsa); II. zászlóalj (Nagykanizsa); III. zászlóalj (Zalaegerszeg)
  - 9. tábori tüzérosztály (Nagykanizsa): vitéz Pozsonyváry Arthur alezredes
  - III. gépvontatású közepes tarackos üteg; III. légvédelmi tüzérosztály; III. utász zászlóalj; III. híradó zászlóalj; III. lovasszázad; III. közelfelderítő repülőszázad; III. fogatolt és III. gépvontatású vonatosztály

### IV. hadtest (Pécs)
Parancsnok: Horváth László altábornagy
- Vezérkari főnök: Futó József vk. ezredes
- Tüzérségi pk.: vitéz Vécsey Aladár vezérőrnagy
- Közig. vez. és állomáspk.: Materna Győző vezérőrnagy
  - 4210. gyalogdandár (Kaposvár): Peterdy Pál vezérőrnagy
  - 6. gyalogezred (Kaposvár): Tarnay Béla ezredes
  - I. zászlóalj (Kaposvár); II. zászlóalj (Kaposvár); III. zászlóalj (Nagyatád)
  - 9. tábori tüzérosztály (Kaposvár): Kassay Albert alezredes
  - 11. gyalogdandár (Pécs): vitéz Dömötör János vezérőrnagy
  - 8. gyalogezred (Pécs): vitéz Tanító Béla ezredes
  - I. zászlóalj (Pécs); II. zászlóalj (Pécs); III. zászlóalj (Pécs)
  - 9. tábori tüzérosztály (Pécs): Rátky Henrik alezredes
  - 12. gyalogdandár (Szekszárd): harasztosi Török Kálmán vezérőrnagy
  - 18. gyalogezred (Szekszárd): vitéz Matláry Árpád ezredes
  - I. zászlóalj (Szekszárd); II. zászlóalj (Sárbogárd); III. zászlóalj (Tolna)
  - 12. tábori tüzérosztály (Tolna): Lehoczky Lajos alezredes
  - IV. gépvontatású közepes tarackos üteg; IV. légvédelmi tüzérosztály;
  - IV. utász zászlóalj; IV. híradó zászlóalj; IV. lovasszázad; IV. közelfelderítő repülőszázad; IV. fogatolt és IV. gépvontatású vonatosztály

### V. hadtest (Szeged)
Parancsnok: vitéz Silley Antal altábornagy
- Vezérkari főnök: Istóka Dezső vezérkari alezredes
- Tüzérségi pk.: Nagysolymosy Gyula vezérőrnagy
- Műszaki pk.: Murahidy Gusztáv ezredes
- Közig. vez. és állomáspk.: vitéz Solymossy János vezérőrnagy
  - 13. gyalogdandár (Kecskemét): turócdivéki és nagypalugyai Platty Pál vezérőrnagy
  - 7. gyalogezred (Kecskemét): vitéz Vasváry Frigyes ezredes
  - I. zászlóalj (Kecskemét); II. zászlóalj (Cegléd); III. zászlóalj (Kiskunfélegyháza)
  - 13. tábori tüzérosztály (Kecskemét): Szalay-Marzsó Tihamér ezredes
  - 14. gyalogdandár (Szeged): gróf Stomm Marcell vezérőrnagy
  - 9. gyalogezred (Szeged): vitéz Deák László ezredes
  - I. zászlóalj (Szeged); II. zászlóalj (Csongrád); III. zászlóalj (Hódmezővásárhely)
  - 14. tábori tüzérosztály (Szeged): vitéz Miklay Frigyes ezredes
  - 15. gyalogdandár (Kiskunhalas): Lemberkovics Alajos vezérőrnagy
  - 20. gyalogezred (Kiskunhalas): Lányi Imre ezredes
  - I. zászlóalj (Kiskunhalas); II. zászlóalj (Kalocsa); III. zászlóalj (Baja)
  - 15. tábori tüzérosztály (Kiskunhalas): Szirmay Tamás alezredes
  - 16. határvadász-zászlóalj (Kiskunhalas):
  - V. gépvontatású közepes tarackos üteg; V. légvédelmi tüzérosztály;
  - V. utász zászlóalj; V. híradó zászlóalj; V. lovasszázad; V. közelfelderítő repülőszázad; V. fogatolt és V. gépvontatású vonatosztály

## Harcban

### Délvidék
A 3. magyar hadsereg első bevetése a Délvidék megszállása volt, mozgósítását az előző napon, 1941. április 5-én rendelték el. Alakulatai hajtották végre Bácska és Dél-Baranya (azaz a Délvidék) megszállását.
A Délvidék után a 3. magyar hadsereg hosszabb ideig nem vett részt harcban, egyfajta tartalék volt a hátországban az 1. magyar hadsereggel együtt. Parancsnoka 1941. november 1-től 1942. december 1-ig Decleva Zoltán vezérezredes, Csatay Lajos (1943. június 12-ig) és Beregfy Károly (1944. május 15-ig).

### Erdélyi és alföldi harcok
Az 1. hadsereget a határvédelemre 1944-ben mozgósították, ezzel egyidőben a VII. hadtest besegített az ukrajnai offenzívába. Ez a seregrész augusztusban tért vissza a 3. hadsereg kötelékébe. Május és szeptember között az átszervezések miatt nem volt parancsnoka a hadseregnek, utolsó parancsnokát, Heszlényi Józsefet 1944. szeptember 19-én nevezték ki. Az Arad védelmére rendelt IV. hadtest törzséből állították össze a hadsereg vezérkarát, így lett a hadtestparancsnokból hadseregparancsnok.
Augusztus 30-án mozgósították a 3. hadsereget, mivel Románia pálfordulása miatt elérkezettnek látták az időt Dél-Erdély visszafoglalására, emellett a 2. Ukrán Front a védtelen déli Kárpátok felőli betörése, illetve a 4. Ukrán Front várható északkeleti áttörése miatt. A délkelet-magyarországi határok közelében vetették be. A IV. hadtest Arad környékén foglalt pozíciót, majd innen indult Dél-Erdélybe. A IV. hadtest állásai Mezőhegyes és Békéscsaba között voltak. A VII. hadtest Nagyváradnál állt. Aradot csak kisebb román erők védték, a hatóságok és katonai parancsnokságok elhagyták. Az előrenyomulás során egészen a Réz-hegység rögeiig jutottak, szeptember 20-án ebben a körzetben csaptak össze a beérkező 2. Ukrán Fronttal. Ekkortól Arad és Nagyvárad térségében folytak már a harcok, a front többször hullámzott ide-oda.
Szeptember 30-án már a szovjetek által elfoglalt Makó visszavívása volt a 23. tartalékhadosztály feladata. Az október 4-i szovjet offenzíváig heves harcok folytak a városért. Ugyanebben az időben a VII. hadtest egyes alakulatai felbomlóban voltak és visszavonultak. Szeptember 25-én már Nagyvárad védelmét kellett erősíteni, mert az előtte lévő védelmet a szovjetek felszámolták. Szeptember 26-án Budapest alól beérkezett a német III. páncéloshadtest, ettől kezdve a magyar VII. hadtest ennek alárendeltségében harcolt. Ez papíron jelentős erősítés volt (többek között 51 darab Párduc harckocsival), ám az eszközök jó része leharcolt állapotban volt (a Párducokból csak 17 darab volt bevethető).
Meglehetős káosz uralkodott a harctéren. A német 23. páncélos felderítőosztály két járművét a magyar 12. tartalékhadosztály tüzérsége lőtte ki, mert nem értesítették őket a németek érkezéséről. Ez az erősítés a Nagyváradra betört szovjet–román erők kivetésére szolgált. Szeptember 29-én a nagyváradi repülőtér körül alakultak ki harcok, amit a magyar–német csapatok visszafoglaltak és október 4-ig tartották azt. Ezen a napon sürgönyözött Sztálin Churchillnek, amely szerint „… Magyarországot ki kell ütni a háborúból…” Ekkor már Debrecen és Nyíregyháza volt a cél.
A német páncélos egységekkel erősített magyar védelem több sikeres ellenlökést hajtott végre, mégis inkább az egyet előre, kettőt hátra érvényesült. Október 3-án a német 6. hadsereg átvette a 2. magyar hadsereg arcvonalának parancsnokságát, így a magyar haderő ettől kezdve gyakorlatilag már semmilyen önálló tevékenységet nem folytatott. A 2. és 3. hadsereg hadrendje felborult, egységeiket az éppen szükséges frontszakaszokon vetették be a német haditerveknek megfelelően. A Debrecen–Nyíregyháza vonalra kijutó szovjetek és a német páncélos erők között bontakozott ki a hortobágyi páncéloscsata.

## Szervezete
A hadsereg létrehozásakor kialakított szervezeti egység:
- Gyorshadtest (gépesített hadtest)
  - 1. gépesített gyalogsági dandár
  - 2. gépesített gyalogsági dandár
  - 1. lovassági dandár
- I. gyalogsági hadtest
  - 1. gyalogsági dandár
  - 13. gyalogsági dandár
  - 15. gyalogsági dandár
- IV. gyalogsági hadtest
  - 2. gyalogsági dandár
  - 10. gyalogsági dandár
  - 12. gyalogsági dandár
- V. gyalogsági hadtest
  - 14. gyalogsági dandár
  - 19. gyalogsági dandár
  - 2. lovassági dandár
  - 9. gyalogsági dandár
  - 11. gyalogsági dandár
  - 1. légvédelmi zászlóalj
  - 16. határvadász zászlóalj
  - 1. repülődandár

Az 1944-es védelmi harcokban (a hortobágyi páncéloscsata idején) a Magyar 2. hadsereg maradék és helyreállított alakulataival együtt az alábbi szervezeti egységekből állt:
- VIII. hadtest
  - 1. lovassági hadosztály
  - 20. gyalogsági hadosztály (Vasváry Frigyes vezérőrnagy, szeptember 9-től a IV. hadtestnél)
  - 5. tartalékhadosztály
  - 8. tartalékhadosztály
- VII. hadtest (Vörös Géza altábornagy)
  - 10. gyaloghadosztály
  - 12. tartalékhadosztály (Németh Béla vezérőrnagy)
  - 23. tartalékhadosztály (Deseő Gusztáv vezérőrnagy, szeptember 20-tól a IV. hadtestnél)
  - Szücs-harccsoport
- LVII. páncélos hadtest (német)
  - 23. páncélos hadosztály
  - 24. páncélos hadosztály
- IV. hadtest
  - 4. tábori póthadosztály (Tarnaváry Árpád vezérőrnagy, szeptember 12-től a VII. hadtestnél)
  - 6. tábori póthadosztály (Vukováry György vezérőrnagy)
  - 8. tábori póthadosztály (Temesy Béla vezérőrnagy)
  - 1. huszár tábori pótezred (Auerhammer József ezredes)
  - 1. páncélos hadosztály (Koszorús Ferenc ezredes)
    - 1. harckocsiezred (Baló Zoltán ezredes)
    - 1. gépkocsizó lövészezred (Vastagh György ezredes)
    - 5. gépvontatású tüzérosztály
    - 1. gépkocsizó tüzérosztály
    - 1. felderítő zászlóalj
    - 51. páncélos gépágyús zászlóalj
    - 51. légvédelmi tüzérosztály
    - páncélos utászzászlóalj
    - páncélos híradózászlóalj
    - gépvontatású sorozatvető osztály

Az 1. páncélos hadosztály fegyverzete 21 db. 41M Turán, 23 db. Toldi II–III harckocsiból és 38 db. 40M Nimród páncélos gépágyúból állt. Ehhez csatlakozott a rohamtüzérosztályok állománya, valamint átcsoportosították még a kiképző alakulatok járműveit is, amelyek között 27 db. Pz III és Pz IV harckocsi is volt. Összesen 228 db. harckocsi, 42 db. páncélos gépágyú és 5 db. 39M Csaba állt rendelkezésre, de ebből legfeljebb 60–70 volt bevethető állapotban.
A IV. hadtesthez kapcsolódó tüzérség egy közepes tüzérosztály, egy gépvontatású közepes tarackos üteg és két gépvontatású sorozatvető tüzérosztály, a VII. hadtesté egy gépvontatású közepes tüzérosztály és egy rohamtüzérosztály (3 Zrínyi-üteggel) volt.